# Hålnunneört
Hålnunneört (Corydalis cava) art i familjen vallmoväxter.
Arten är en växt som varje år utvecklas från rötterna. Den når en höjd av 10 till 35 cm och blommar mellan mars och maj. Bladen har en blågrön färg och tre flikar. Blomställningen med flera blommor ligger ovanför bladen. Blommorna är en till tre centimeter långa och röda, violetta eller vita. I blomman bildas nektar. Hålnunneört växer ofta på näringsrik grund. Artens frön utvecklas i en kapsel som likar en bönskida. Varje frön är svart och har ett vitt utskott.
Det vita utskottet är näringsrik och äts av myror. Myrorna transporterar hela fröet till myrstacken och sedan lämnas fröet utanför. Arten ingår som undervegetation i lövskogar, galleriskogar, fruktodlingar och buskskogar.
Artens pollen samlas bland annat av fruktmurarbiet.
Hålnunneört är fridlyst, i Sverige förekommer den främst i Skåne och på Öland, men påträffas upp till Uppland, då ofta förvildad. Utbredningsområdet ligger i Centraleuropa.

Honungsört är giftig. 